# Hymenochaete colliculosa
Hymenochaete colliculosa är en svampart som först beskrevs av Pier Andrea Saccardo, och fick sitt nu gällande namn av Erast Parmasto 1986. Hymenochaete colliculosa ingår i släktet Hymenochaete och familjen Hymenochaetaceae.   Inga underarter finns listade i Catalogue of Life.